# Listă de artiste plastice care au expus la Armory Show

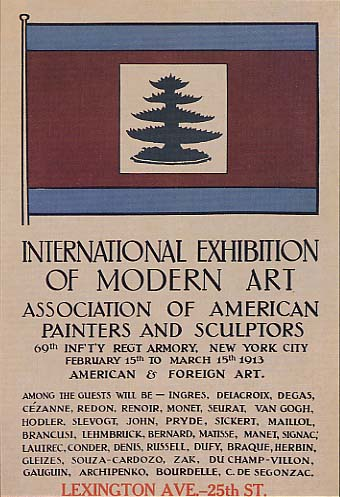
Poster de prezentare al Armory Show, 1913

Lista artistelor plastice care au expus la Armory Show, precum Lista artiștilor plastici care au participat Armory Show, deși nu este completă, include aproape toți artiștii plastici din Statele Unite și Europa, care au fost expuși în Armory Show din 1913.
Lista este în mare parte extrasă din presa timpului expoziției, și, mai ales, din catalogul jubiliar al expoziției, realizat în 1963, 1913 Armory Show 50th Anniversary Exhibition, organizată de Munson-Williams-Proctor Arts Institute.
Multe expoziții au fost organizate în spațiile vaste ale Gărzii Naționale ale Statelor Unite ale Americii, în varii arsenale, dar Expoziția Armory Show, în sine, se referă la  Expoziția Internațională de artă modernă  care a fost organizată de Asociația Pictorilor și Sculptorilor Americani (AAPS) și a fost deschisă în New York City, la arsenalul 69th Regiment Armory, de pe Lexington Avenue, între străzile 25 și 26, ținând de la 17 februarie 1913 până la 15 martie, al aceluiași an.
A fost prima expoziție de artă de anvergură națională (cu trei mari orașe participante) și tot prima de calibru mondial a artei moderne organizate în America, precum și una dintre numeroasele expoziții care au avut loc în spațiile vaste ale Gărzii Naționale și ale variilor arsenale ale acesteia.
 Armory Show  din 1913 a conținut aproximativ 1.300 de lucrări ale a 300 de artiști, atât bărbați cât și femei. Multe dintre lucrările originale s-au pierdut și unii dintre artiști au fost uitați. 
Armory Show a devenit un eveniment legendar în istoria artei americane, introducându-i pe new-yorkezii uimiți, obișnuiți cu arta - „doar” cea „realistă”, în prea-plinul artei moderne. Expoziția, devenită inerent un uriaș spectacol, a servit drept catalizator pentru artiștii americani, care au devenit mai independenți, mai sofisticați, creându–și propriul limbaj artistic.

## Artistele vizuale expozante
Următoarele artiste plastice (vizuale) au fost listate, în catalogul editat cu prilejul celei de-a 50-a aniversări (în 1963), ca fiind artiste vizuale expozante în prezentarea expoziției Armory Show, din 1913.
- Florence Howell Barkley
- Marion H. Beckett
- Bessie Marsh Brewer
- Fannie Miller Brown
- Edith Woodman Burroughs
- Mary Cassatt
- Émilie Charmy
- Nessa Cohen
- Kate Cory

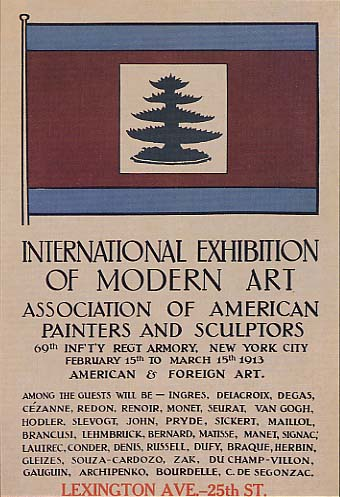
Prezentarea Armory Show printr-un poster

- Edith Dimock (Mrs. William Glackens)
- Katherine S. Dreier
- Aileen King Dresser
- Florence Dreyfous
- Abastenia St. Leger Eberle
- Florence Esté
- Lily Everett
- Mary Foote
- Anne Goldthwaite
- Edith Haworth
- Margaret Hoard
- Margaret Wendell Huntington
- Gwen John
- Grace Mott Johnson
- Edith L. King
- Hermine E. Kleinert
- Marie Laurencin
- Amy Londoner
- Jacqueline Marval
- Carolyn Mase
- Kathleen McEnery
- Charlotte Meltzer
- Myra Musselmann-Carr
- Ethel Myers
- Helen J. Niles
- Olga Oppenheimer
- Marjorie Organ (Mrs. Robert Henri)
- Josephine Paddock
- Agnes Lawrence Pelton
- Harriet Sophia Phillips[2]
- Louise Pope
- May Wilson Preston
- Katharine Rhoades
- Mary Rogers
- Frances Simpson Stevens
- Bessie Potter Vonnoh
- Hilda Ward
- Enid Yandell
- Marguerite Zorach

## Prezentarea unor lucrări
Următoarea prezentare este o listă de lucrări de artă prezente la Armory Show, fiind compilată din „The Armory Show at 100,” un catalog tipărit de New York Historical Society (Societatea istorică New York) și din diferite cataloage care au descris expoziția.
- Florence Howell Barkley (1880 / 1881 – 1954)[5]
  - Landscape over the City — Peisaj deasupra orașului (Actualmente intitulat, Jerome Avenue Bridge, 1910–11), 1910 - 1911 ]], ulei pe pânză, Museum of the City of New York[6][7]
- Marion H. Beckett (1886 – 1949)
  - Portrait of Mrs. Charles H. Beckett — Portretul doamnei Charles H. Beckett, ulei pe pânză
  - Portrait of Mrs. Eduard J. Steichen — Portretul doamnei Eduard J. Steichen, ulei pe pânză [4]
- Bessie Marsh Brewer (1884 – 1952)
  - The Furnished Room — Camera mobilată
  - Curiosity — Curiozitate
  - Putting Her Monday Name on Her Letterbox — Plasarea numelui ei de luni pe cutia sa poștală
- Fannie Miller Brown (Fannie Wilcox Brown?, n. 1882 – )
  - Embroidery — Broderie

### Galerie 1

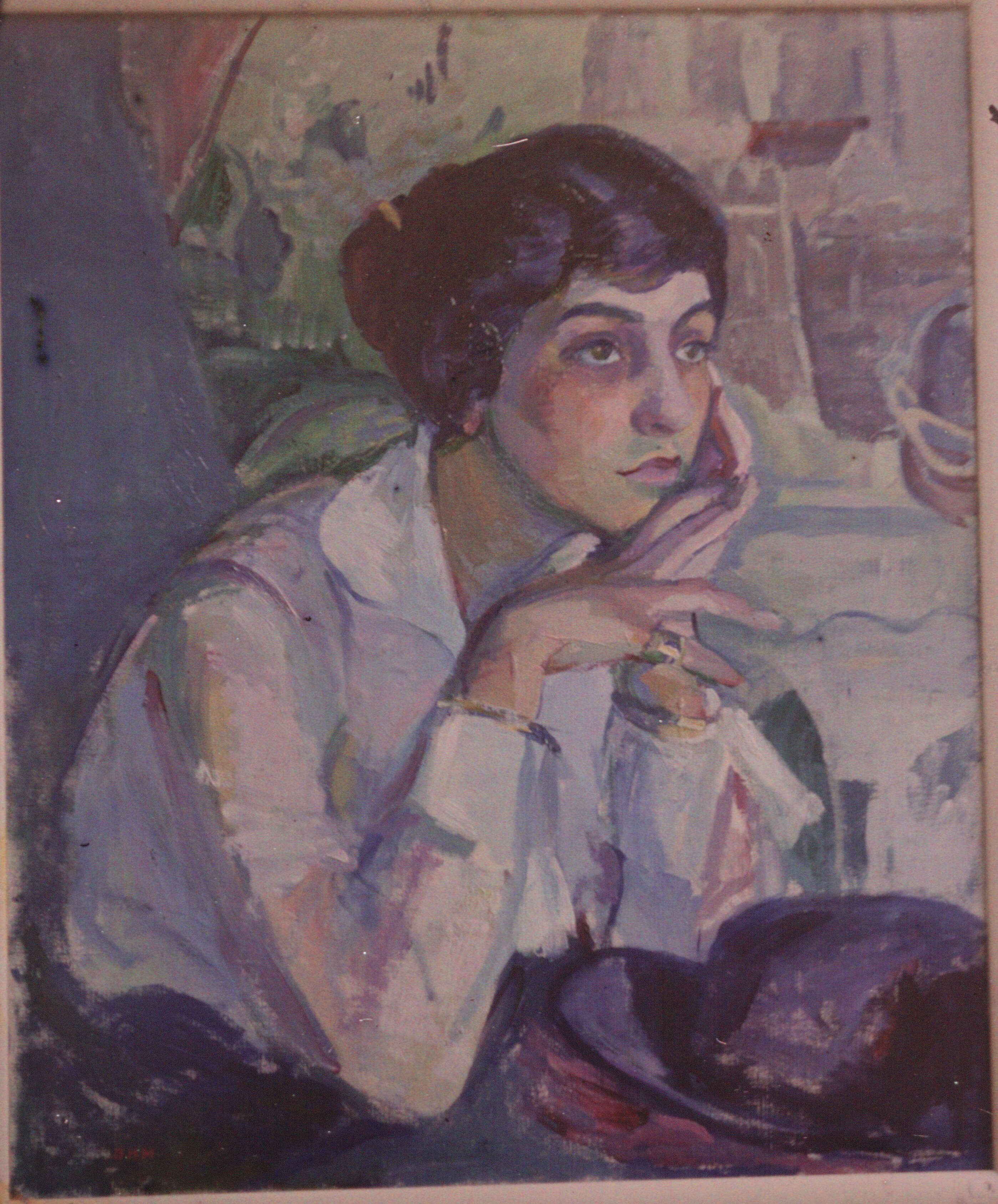
Marion H. Beckett, Portrait of Mrs. Eduard J. Steichen — Portretul doamnei Eduard J. Steichen
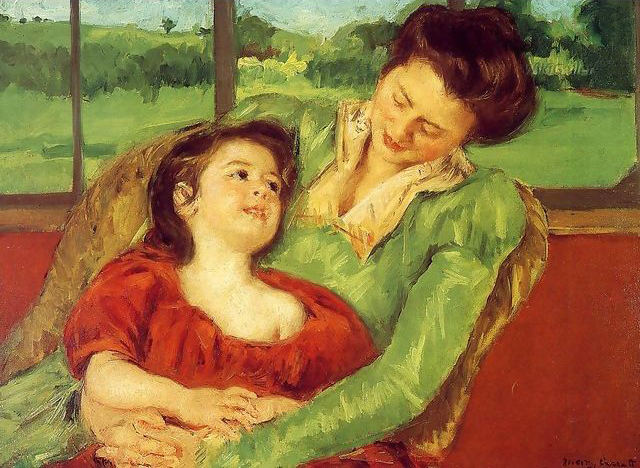
Mary Cassatt, Mère et enfant (Reine Lefebre and Margot before a Window) — Mamă și copil (Reine Lefebre și Margot în fața unei ferestre), circa 1902
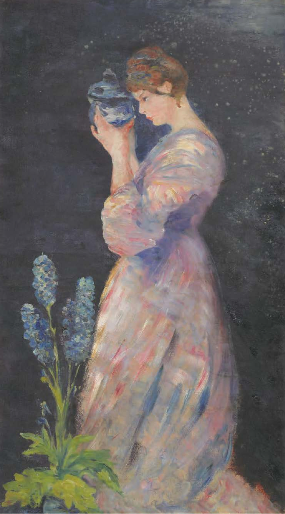
Katherine Sophie Dreier, The Blue Bowl — Vasul albastru, 1911
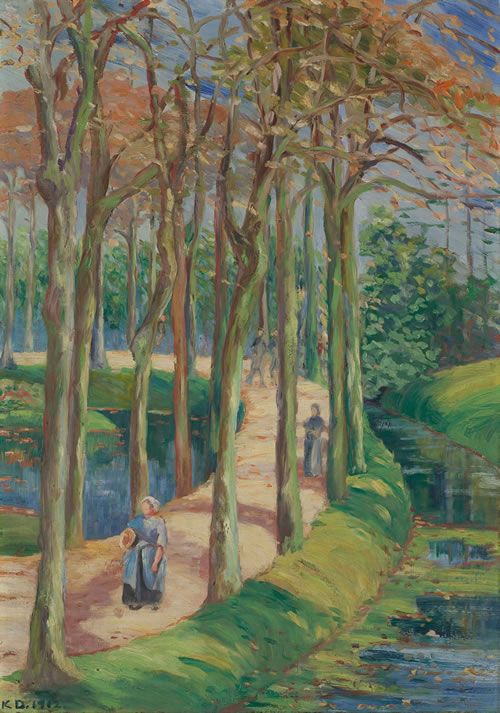
Katherine Sophie Dreier, Landscape with Figures in Woods — Peisaj cu figuri în pădure ori The Avenue, Holland, [8]circa 1911 – 1912
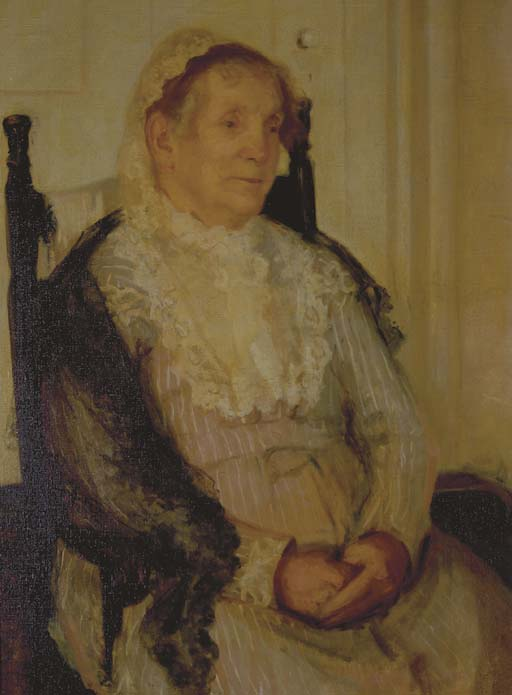
Mary Foote, Old Lady — Doamnă în vârstă

- Edith Woodman Burroughs (Edith Woodman; Mrs. Bryson Burroughs) (1871 – 1916)
  - Bust, titlul actual este Portrait of John Bigelow, circa 1910 — Portretul lui John Bigelow, circa 1910, bronz, Museum of Art, Rhode Island School of Design, Providence, statul  Rhode Island[9]
- Mary Cassatt (1844 - 1926)
  - Mère et enfant, 1903, ulei pe pânză
  - Mère et enfant, acuarelă, referire făcută de John Quinn[10]
- Émilie Charmy (1878 – 1974)
  - Roses — Trandafiri, ulei pe pânză
  - Paysage — Peisaj, actualmente intitulat L’Estaque, circa 1910, ulei pe pânză, Art Institute of Chicago
  - Soir — Seară, ulei pe pânză
  - Ajaccio, ulei pe pânză
- Nessa Cohen (1885 – 1976)
  - Age — Vârstă, ipsos
  - Portrait — Portret, ipsos, Catalogul Kuhn - evaluat la $ 200; Catalogul MacRae - evaluat la $300; posibil distrus
  - Sunrise — Răsărit, bronz
- Kate Cory  (1861 – 1968)
  - Arizona Desert — Deșert din Arizona, ulei pe pânză
- Edith Dimock (Mrs. William Glackens) (1876 – 1955)
  - Sweat Shop Girls in the Country — Fete într-un atelier de haine, la țară, 1913, acuarelă, Bernard Goldberg Fine Arts, LLC
  - Mother and Daughter — Mamă și fiică, circa  1913, acuarelă, Bernard Goldberg Fine Arts, LLC
  - Group — Grup, acum intitulat Fine Fruits — Fructe rare, acuarelă, Bernard Goldberg Fine Arts, LLC
  - Group — Grup, acum intitulat Three Women — Trei femei, acuarelă, Bernard Goldberg Fine Arts, LLC
  - Group — Grup, acum intitulat Florist — Florar, acuarelă, Bernard Goldberg Fine Arts, LLC
  - Group — Grup, acum intitulat Bridal Shop — Magazin de rochii de nuntă, acuarelă, Bernard Goldberg Fine Arts, LLC
  - Group — Grup, acuarelă
  - Group — Grup, acuarelă
  - Desene - Drawings

### Galerie 2

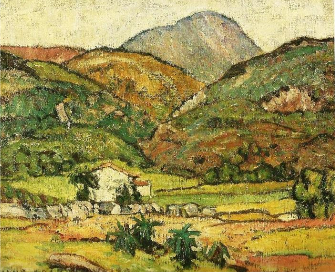
Anne Goldthwaite, The Church on the Hill — Biserica de pe colină, circa 1910 - 1911
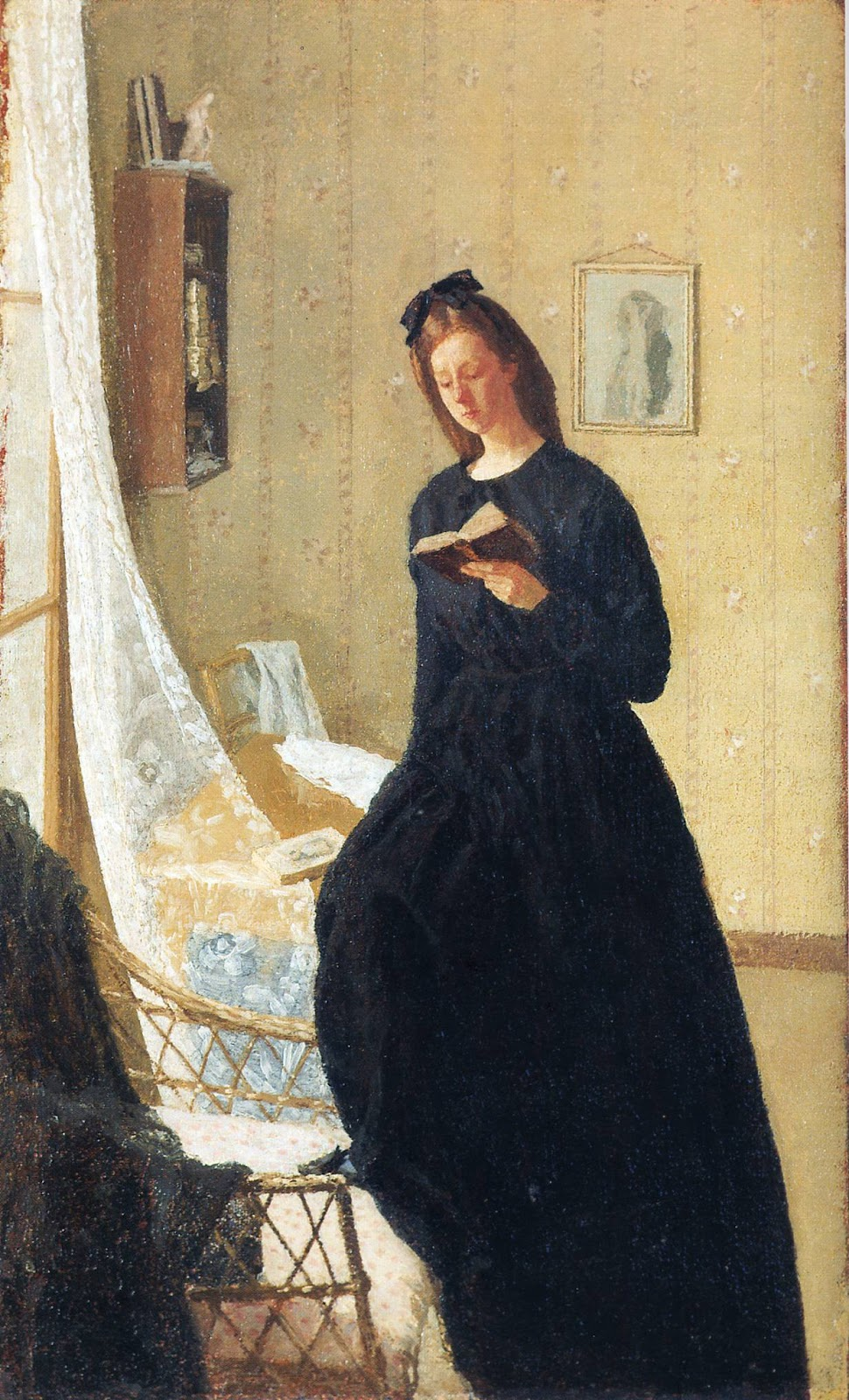
Gwen John, Girl Reading at the Window — Fată, citind la fereastră
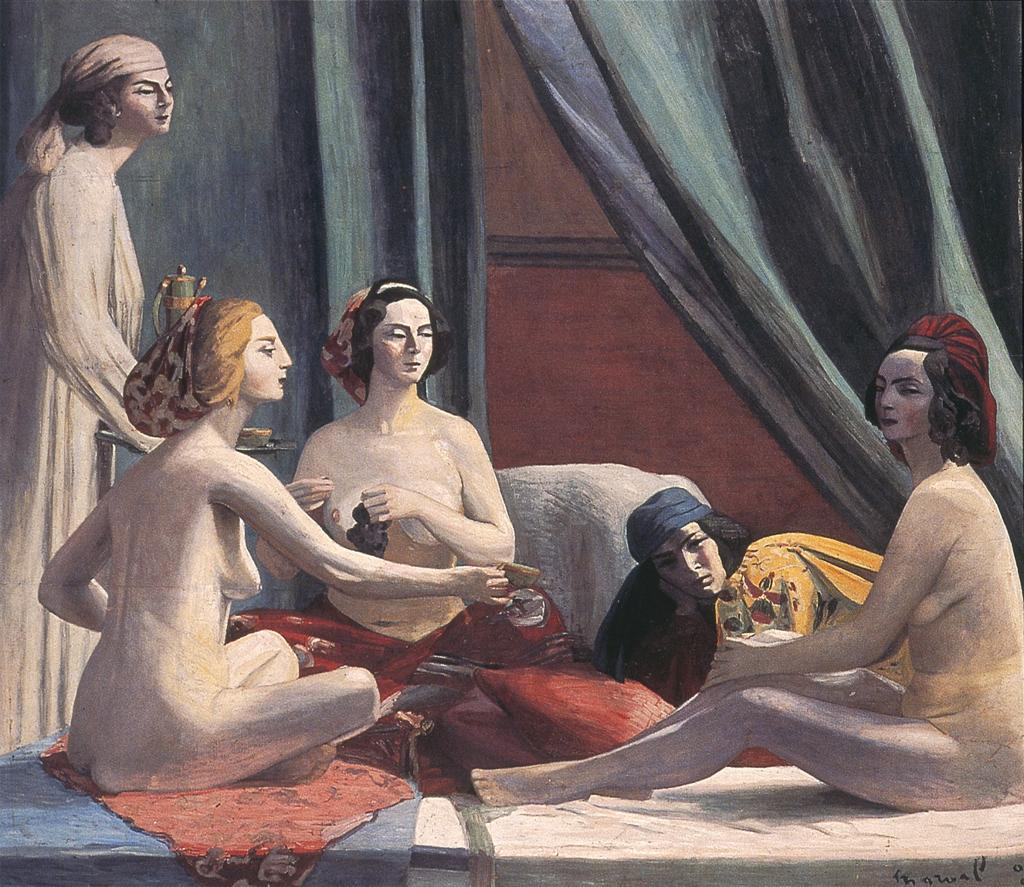
Jacqueline Marval, The Odalisques — Odaliscele
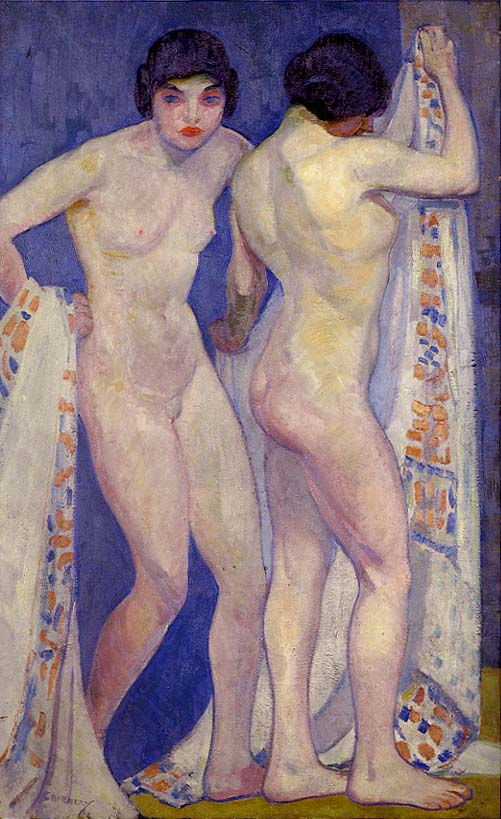
Kathleen McEnery, Going to the Bath — A face o baie
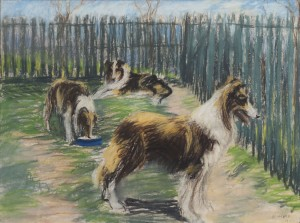
Hilda Ward, The Kennels — Câinii, pastel, 1910

- Katherine Sophie Dreier (1877 – 1952)
  - Blue Bowl — Vasul albastru, ulei pe pânză, Yale University Art Gallery, New Haven, statul  Connecticut[11]
  - The Avenue, Holland, ulei pe pânză, George Walter Vincent Smith Art Museum, Springfield, statul  Massachusetts[8]. Pictură în ulei pe pânză, Oil on canvas, 69 cm x 48 cm, Cadou din partea colecției familiei artistei.
- Aileen King Dresser (1889 – 1955)
  - Quai de la Tournelle, Paris, ulei pe pânză,
  - Madame DuBois — Doamna Dubois, ulei pe pânză,
  - Notre Dame, Spring — Notre Dame, primăvara, ulei pe pânză,
- Florence Dreyfous (1868 – 1950)
  - A Boy — Băiat, acuarelă
  - Mildred, acuarelă[12]
- Abastenia Saint Leger Eberle (1878 – 1942)[13]
  - Group, Coney Island, sculptură, Corcoran Gallery of Art, Washington, D.C.,  District of Columbia[14]
  - White Slave — Sclava albă, 1913, bronz, Gloria and Larry Silver Collection, statul  Connecticut
- Florence Esté (1860 – 1926)
  - The Village — Satul, acuarelă, Catalogul Kuhn, Catalogul MacRae
  - The First Snow — Prima zăpadă, acuarelă, Catalogul Kuhn, Catalogul MacRae
- Lily Everett (n. 1889 – )
  - Sunset on the Cottonfields - Apus de soare peste câmpuri de bumbac, ulei pe pânză
- Mary Foote (1872 – 1968)
  - Portrait — Portret, acum intitulat Old Lady — Doamnă în vârstă, ulei pe pânză, vândut organizației Friends of American Art in Chicago
- Anne Goldthwaite (1875 – 1944)
  - The Church on the Hill — Biserica de pe colină, acum intitulat Casa de pe colină, circa 1911, oil, Blount Corporate Art Collection, Blount International[15]
  - Prince’s Feathers — Aripile prințului, ulei pe pânză
- Edith Haworth (1878 – 1953)
  - The Birthday Party — Petrecerea de ziua de naștere, ulei pe pânză
  - The Village Band — Formația muzicală a satului, ulei pe pânză
- Margaret Hoard (1879 – 1944)
  - Study of an Old Lady — Studiu al unei doamne în vârstă, ipsos
- Margaret Wendell Huntington (1867 – 1958)[16]
  - Cliffs Newquay — Faleza Newquay, ulei pe pânză
- Gwen John (1876 – 1939)
  - Girl Reading at the Window — Fată citind la fereastră, 1911, ulei pe pânză, The Museum of Modern Art, New York City
  - A Woman in a Red Shawl — Femeie cu un șal roșu, 1912,  ulei pe pânză, [17]
- Grace Mott Johnson (1882 – 1967)
  - Chimpanzee — Cimpanzeu, bronz, colecție privată, New York City, statul  New York
  - Chimpanzees — Cimpanzei, bronz, Woodstock Art Association Museum, statul  New York[18]
  - Greyhound Pup, No. 2 — Cățelandru Greyhound, numărul 2, bronz
  - Relief (goat) — Relief (capră), ipsos
- Edith L. King (1884 – 1975)
  - Statue at Ravello — Statuie la Ravello, acuarelă
  - Bathing Hours, Capri — Orele de baie, Capri, acuarelă
  - The Bathers, Capri — Înotători, Capri, acuarelă
  - The Piccola Marina, Capri — Marina Grande, acuarelă
  - The Marina Grande — Marina Grande, acuarelă

## Galerie de imagini color

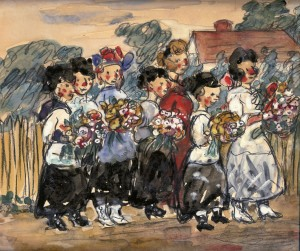
Edith Dimock, Sweat Shop Girls in the Country, circa 1913, acuarelă, guașă, cărbune, pe hârtie
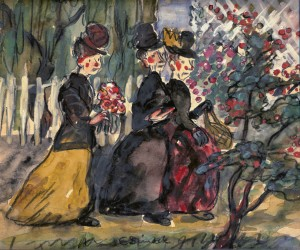
Edith Dimock, Three Women - Trei femei, circa 1913, acuarelă, guașă, cărbune, pe hârtie
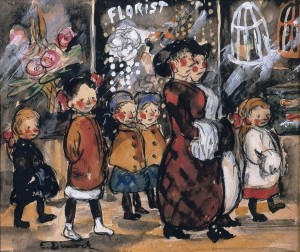
Edith Dimock, Florist, circa 1913, acuarelă, guașă, cărbune, pe hârtie
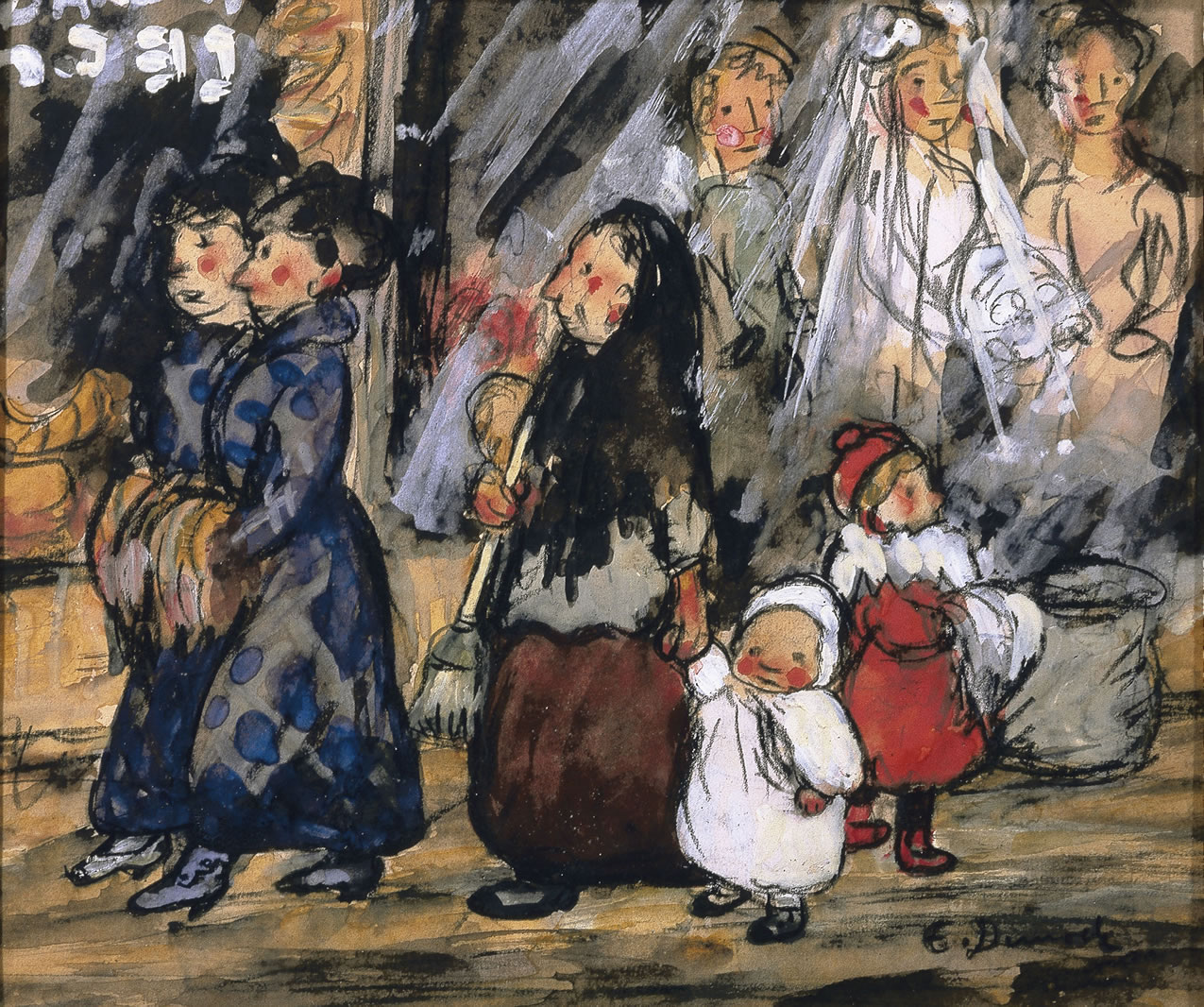
Edith Dimock, Bridal Shop - Magazin nupțial, circa 1913, acuarelă, guașă, cărbune, pe hârtie
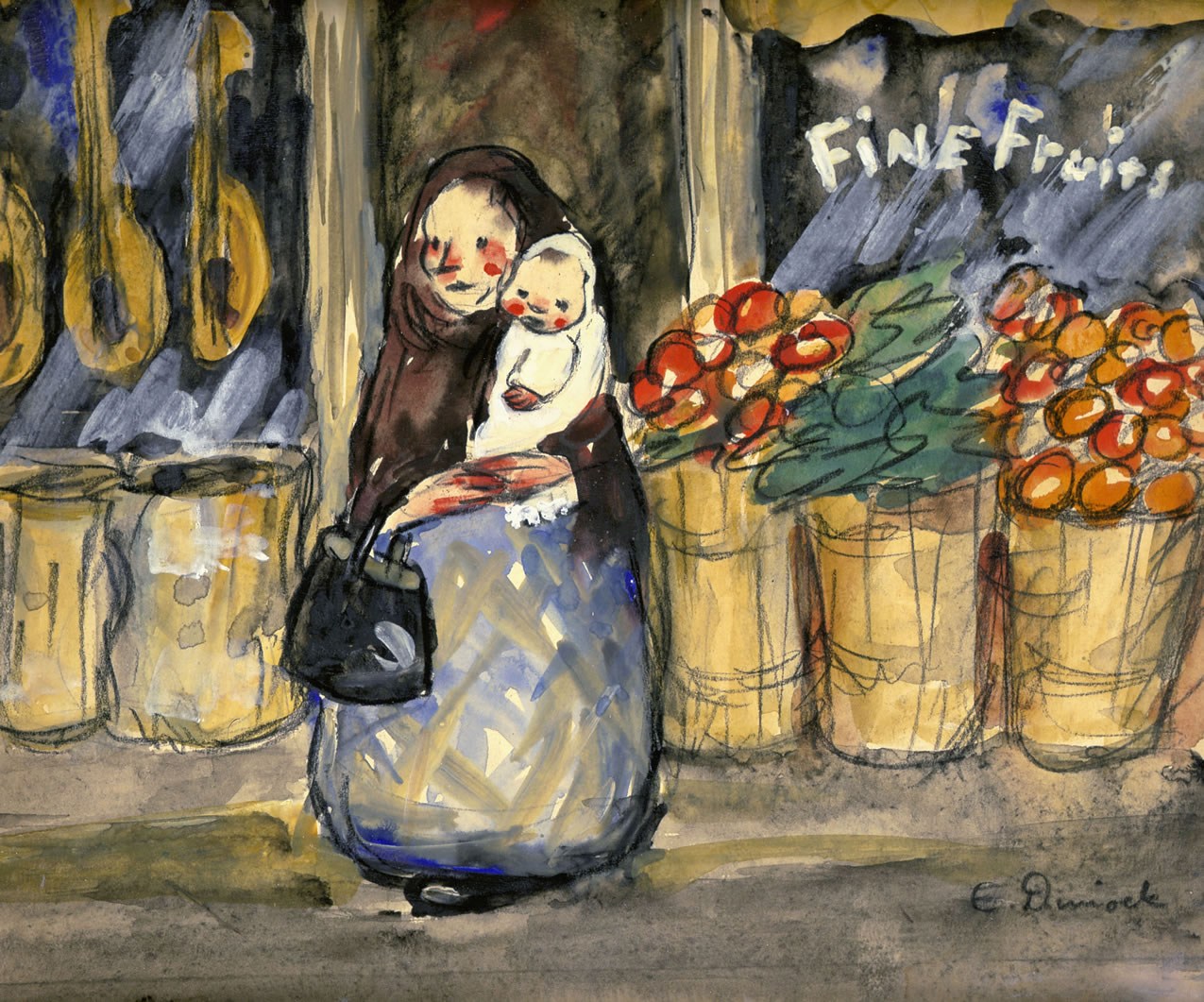
Edith Dimock, Fine Fruits - Fructe deosebite, circa 1913, acuarelă, guașă, cărbune, pe hârtie
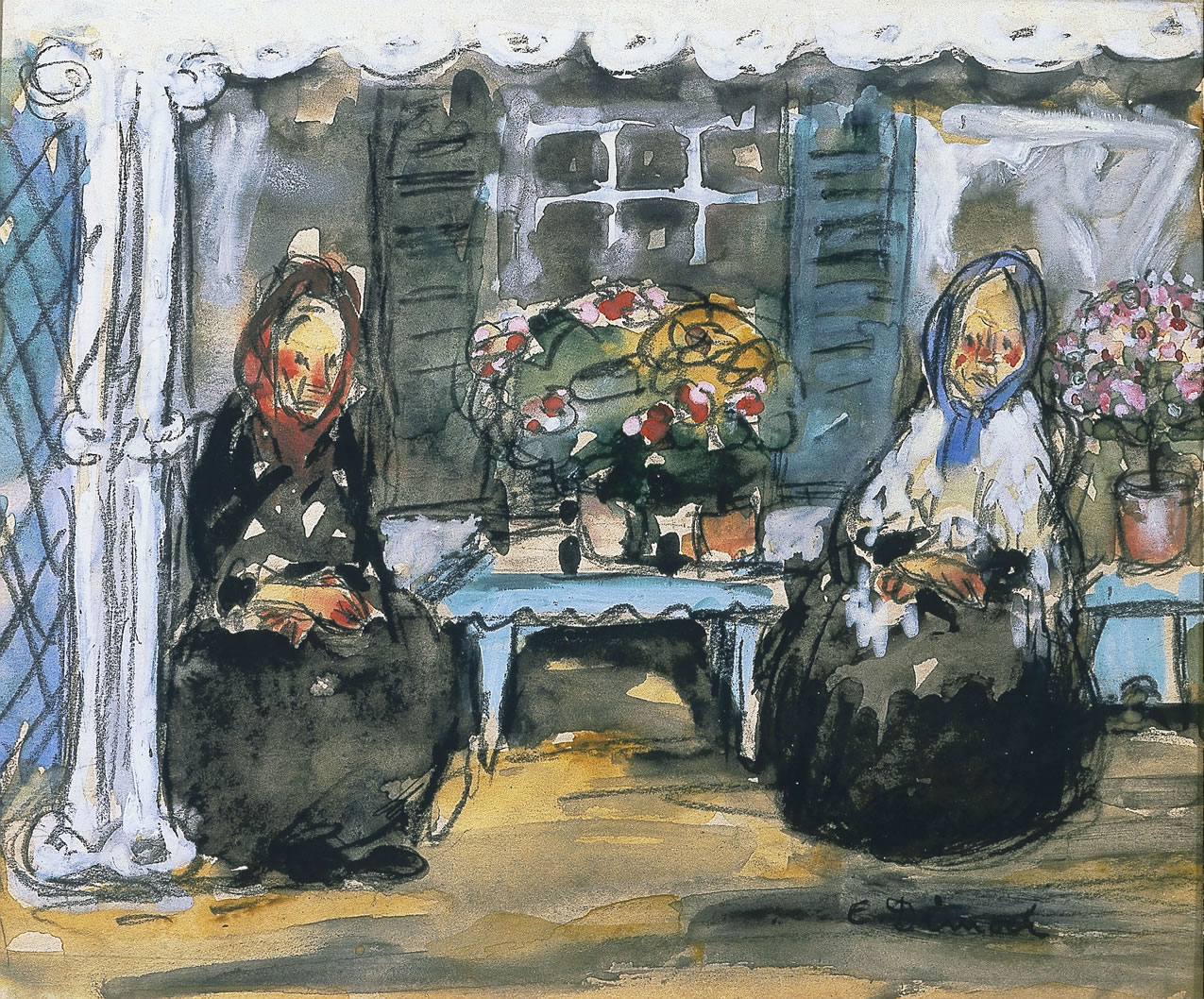
Edith Dimock, Mother and Daughter - Mamă și fiică, circa 1913, acuarelă, guașă, cărbune, pe hârtie

## Reproduceri în alb-negru
Următoarele imagini sunt lucrări expuse la Armory Show, dar pentru care imagini color nu sunt disponibile. Totuși, pot fi utile pentru identificarea lucrărilor arătate. 

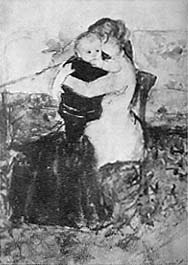
Mary Cassatt, Mère et enfant - Mamă cu copil, 1890
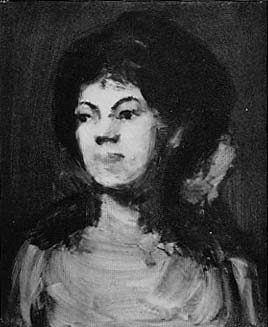
Florence Dreyfous, Mildred, circa 1910 - 1913
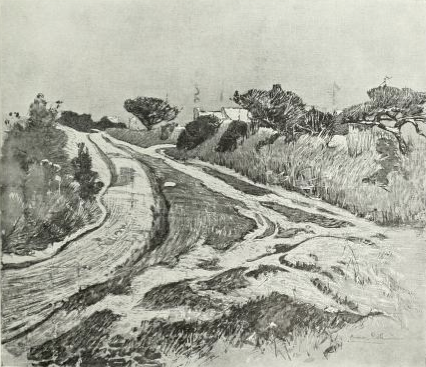
Florence Esté, The First Snow - Prima zăpadă, acuarelă, circa 1909
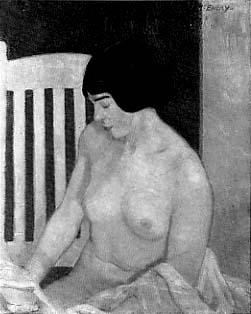
Kathleen McEnery, Dream - Vis, 1912
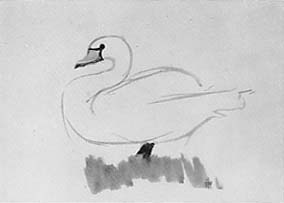
Josephine Paddock, Swan on the Grass - Lebădă pe iarbă, 1910
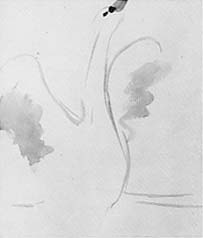
Josephine Paddock, Swan Study - Aspiration, Studiul unei lebede - Aspirație, 1910
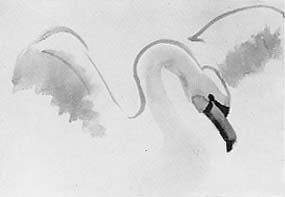
Josephine Paddock, Swan Study - Peace, Studiul unei lebede - Pace, 1910
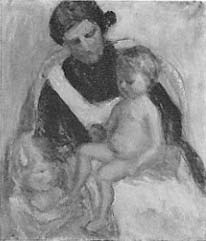
Mary C. Rogers, Portrait - Portret, 1911
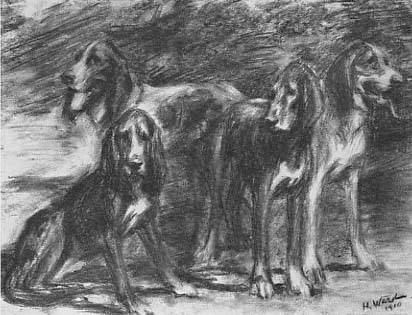
Hilda Ward, The Hounds - Câinii de vânătoare, 1910

## Sculpturi

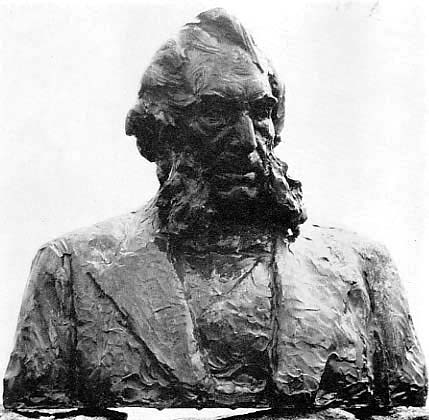
Edith Woodman Burroughs, Portrait of John Bigelow - Portretul lui John Bigelow, circa 1910
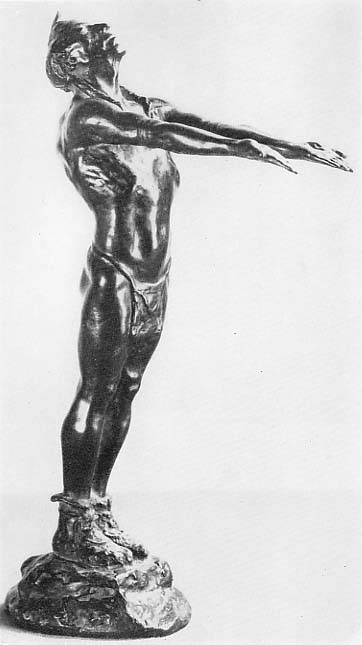
Nessa Cohen, Sunrise - Răsărit de soare, bronz
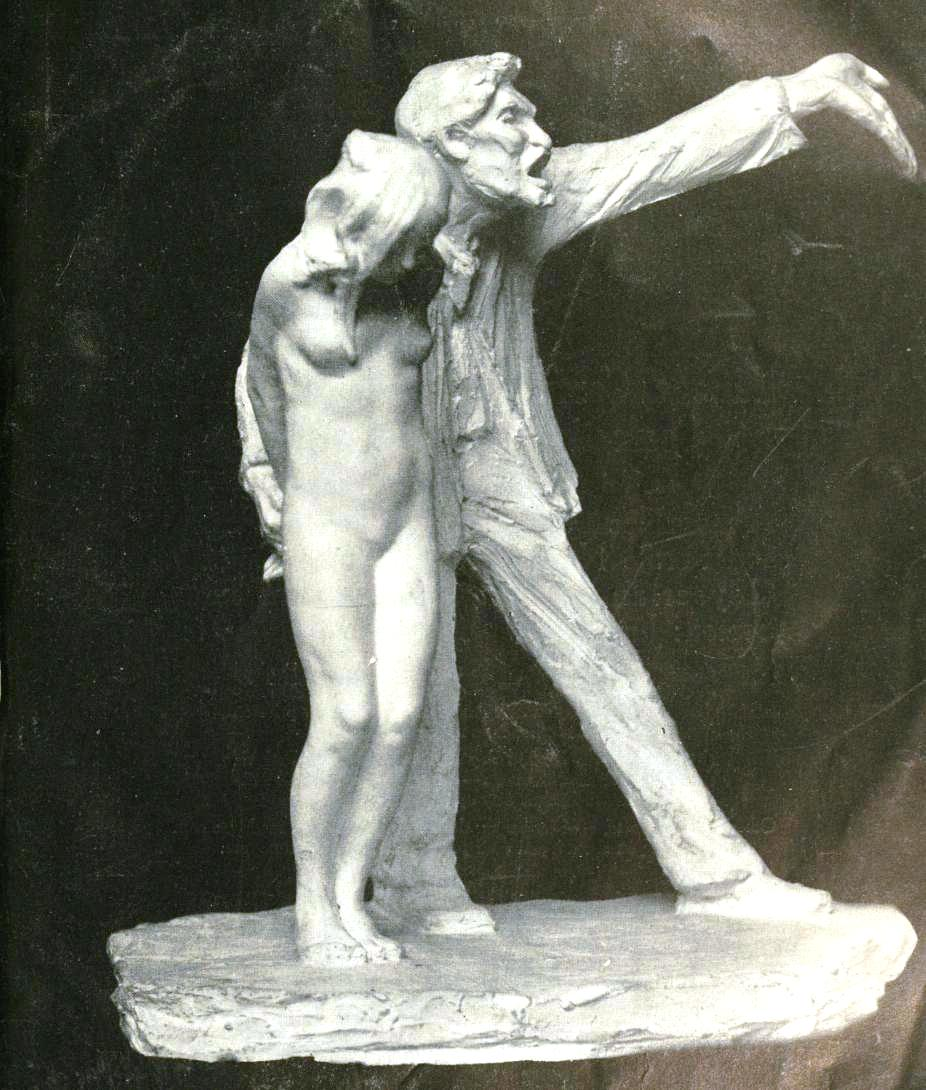
Abastenia Saint Leger Eberle, The White Slave - Sclava albă, circa 1913

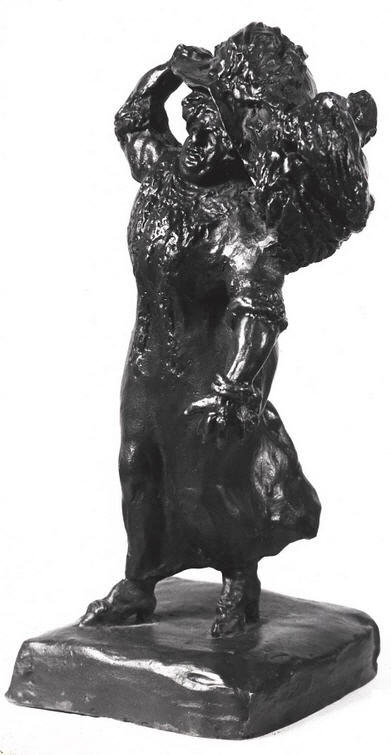
Ethel Myers, The Matron - Matroana, statuetă de bronz
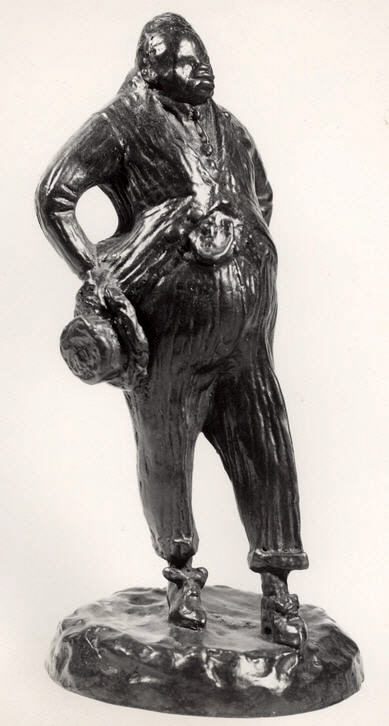
Ethel Myers,The Gambler, Joe Johnson - Jucătorul [de noroc], Joe Johnson, statuetă de bronz
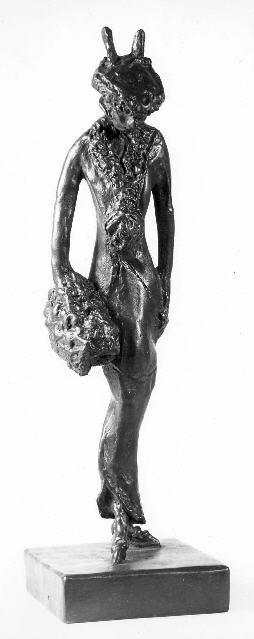
Ethel Myers,The Fifth Avenue Girl - Fată de pe Strada a Cincea, statuetă de bronz

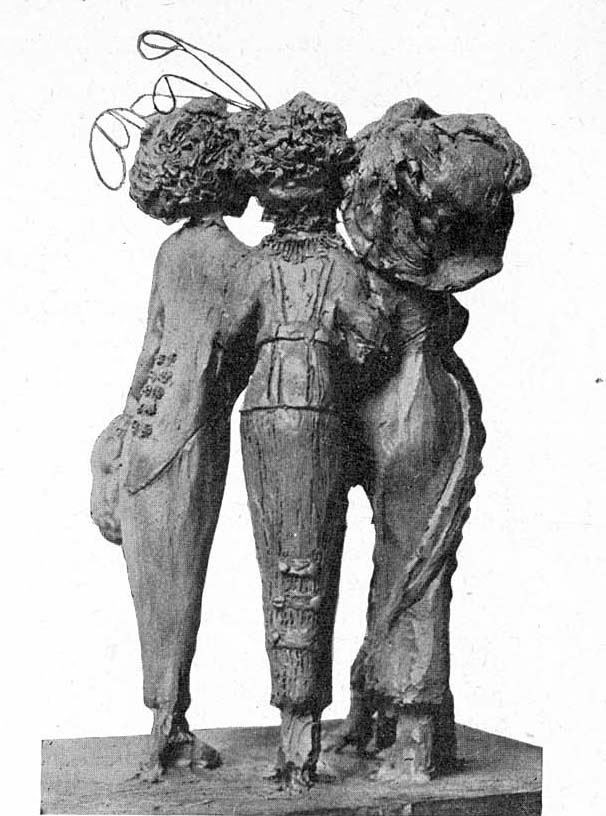
Ethel Myers, Fifth Avenue Gossips - Bârfe pe Strada a Cincea,
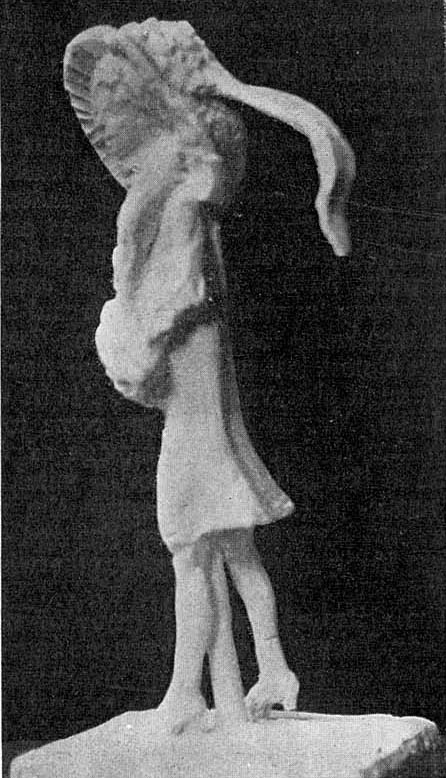
Ethel Myers, The Apprentice from Madison Avenue - Ucenicul de pe Strada Madison,
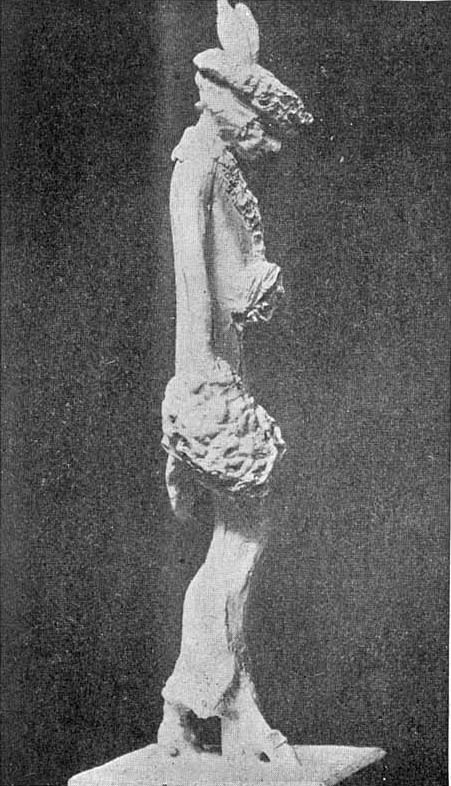
Ethel Myers, Fifth Avenue Girl - Fată de pe Strada a Cincea,.
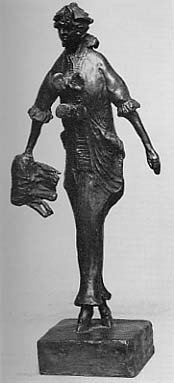
Ethel Myers, Portrait of Mrs. D. M. - Portretul doamnei D. M., statuetă de bronz